# Heliophanus lawrencei
Heliophanus lawrencei là một loài nhện trong họ Salticidae.
Loài này thuộc chi Heliophanus. Heliophanus lawrencei được Wanda Wesołowska miêu tả năm 1986.